# Kabupaten Tanjung Jabung Timur
Kabupaten Tanjung Jabung Timur (engelska: East Tanjung Jabung Regency) är ett kabupaten i Indonesien.   Det ligger i provinsen Jambi, i den västra delen av landet, 700 km nordväst om huvudstaden Jakarta. Antalet invånare är 207 129.